# Groupe de NGC 7445
Un catalogue de 732 groupes de galaxies rapprochés et pauvres en membres a été publié en mai 1999 par Richard A. White, Mark Bliton, Suketu P. Bhavsar, Patricia Bornmann, Jack O. Burns, Michael J. Ledlow et Christen Loken. La désignation employée pour les groupes de ce catalogue commence par les trois lettres W, B et L, initiales communes aux sept patronymes desdits publieurs, suivies du numéro à trois chiffres du groupe : ici, WBL693. L'identification des galaxies est malheureusement toujours absente. Le catalogue indique aussi les coordonnées du groupe et le nombre de membres de celui-ci. La galaxie la plus brillante de WBL693 est NGC 7445. 
Le groupe de NGC 7445 comprend au moins trois galaxies situées dans la constellation d'Andromède. La distance moyenne entre ce groupe et la Voie lactée est d'environ 72,0 Mpc (∼235 millions d'al). Notons cependant que la distance de Hubble de la galaxie LEDA 2143236 est de 79,97 ± 5,61 Mpc (∼261 millions d'al). Considérant les incertitudes de ces distances, cette galaxie pourrait fort bien faire partie du groupe de NGC 7445.

## Membres
Le tableau ci-dessous liste les trois galaxies du groupe NGC 7445. Ces galaxies ne sont pas identifiées dans le catalogue de White et all., mais on peut déduire aisément qu'il s'agit de NGC 7445, 7446 et 7449.  
| Nom      | Classification   | Type         | α (J2000.0)      | δ (J2000.0)     | Vitesse radiale (km/s) | Magnitude apparente | Distance (Mpc) | Dimension (kal) |
| -------- | ---------------- | ------------ | ---------------- | --------------- | ---------------------- | ------------------- | -------------- | --------------- |
| NGC 7445 | S0-a SB0(r) E-S0 | lenticulaire | 22h 59m 22.4739s | 39° 06′ 27.514″ | 5104 ± 34              | 14,6                | 79             |                 |
| NGC 7446 | E E0,            | elliptique   | 22h 59m 29.0308s | 39° 04′ 58.618″ | 5392 ± 32              | 13,8                | 101            |                 |
| NGC 7449 | E?               | elliptique   | 22h 59m 37.6639s | 39° 08′ 45.113″ | 5096 ± 36              | 14,0                | 102            |                 |

Le site DeepskyLog permet de trouver aisément les constellations des galaxies mentionnées dans ce tableau ou, si elles ne s'y trouvent pas, l'outil du site "constellation" permet de le faire à l'aide des coordonnées de la galaxie. Sauf indication contraire, les données proviennent du site NASA/IPAC.